# Mulur
Mulur é uma vila no distrito de Dakshina Kannada, no estado indiano de Karnataka.

## Demografia
Segundo o censo de 2001, Mulur tinha uma população de 5057 habitantes. Os indivíduos do sexo masculino constituem 46% da população e os do sexo feminino 54%. Mulur tem uma taxa de literacia de 76%, superior à média nacional de 59,5%: a literacia no sexo masculino é de 79% e no sexo feminino é de 73%. Em Mulur, 10% da população está abaixo dos 6 anos de idade.